# Bảo tàng dệt may trung ương ở Łódź

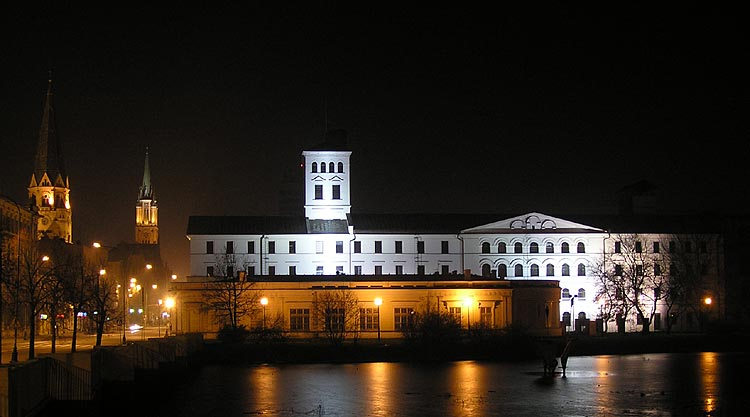
Bảo tàng Dệt may Trung ương ở Łódź.

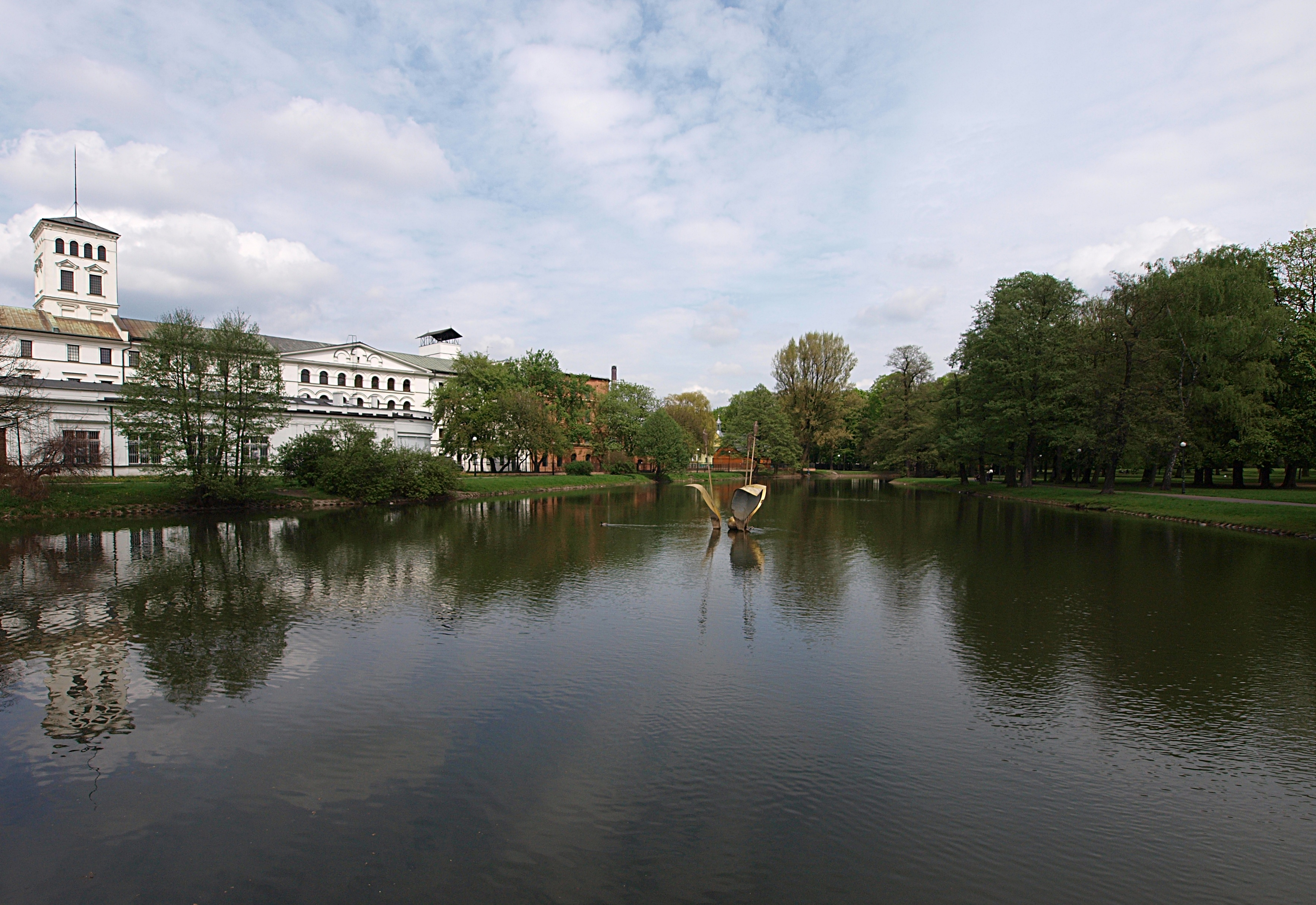
Bảo tàng Dệt may Trung ương và Công viên Władysław Reymont.

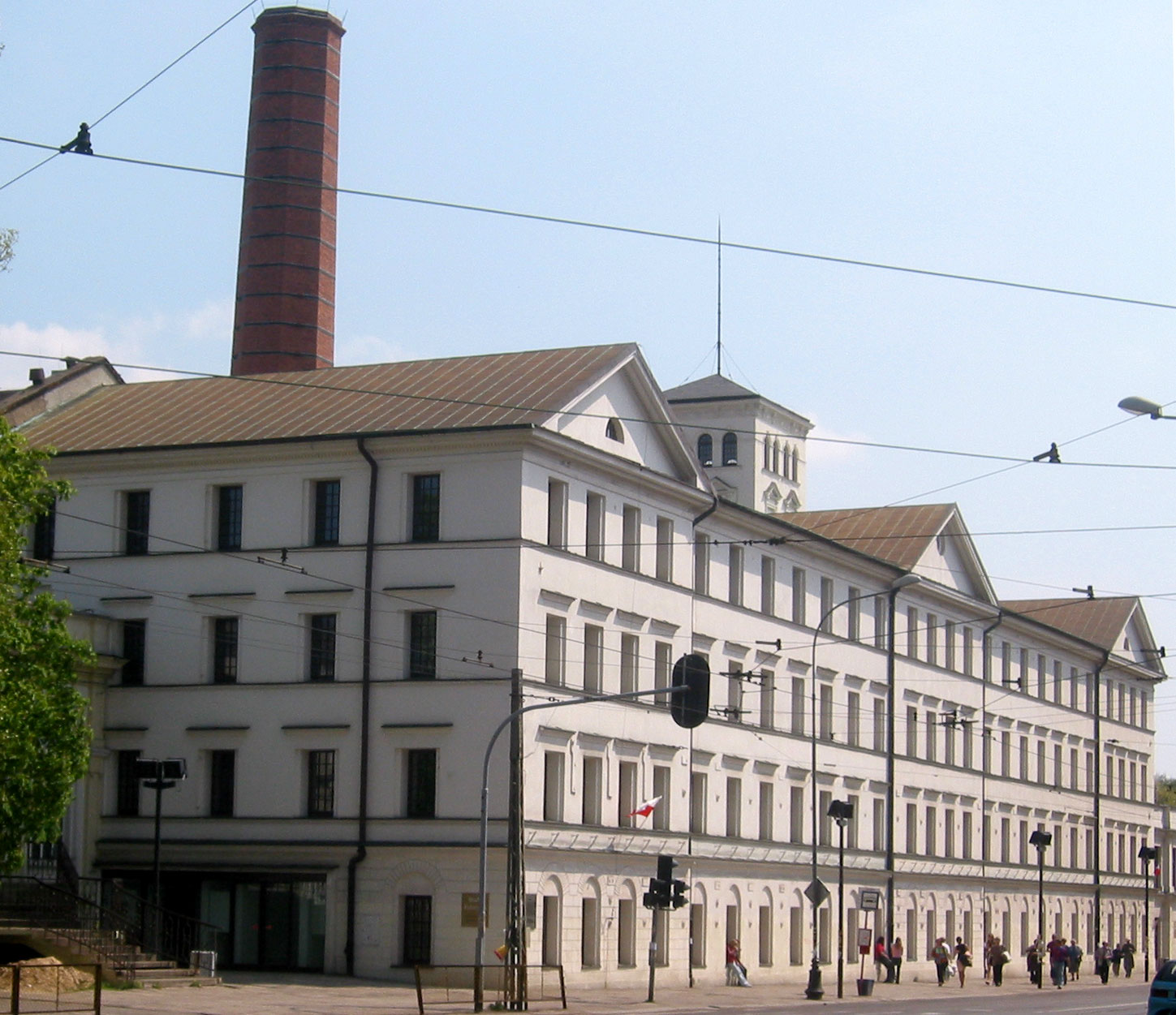
Bảo tàng Dệt may Trung tâm ở Łódź, nhìn từ đường Piotrkowska.

Bảo tàng Dệt may Trung ương là một bảo tàng dệt may nằm trong Nhà máy Trắng của Ludwik Geyer ở Łódź, Ba Lan.

## Lịch sử
Những nỗ lực đầu tiên để tạo ra một bộ sưu tập hàng dệt may có tổ chức trong khu vực có từ năm 1952, khi Krystyna Kondratiukowa thành lập một bộ phận dệt trong Bảo tàng nghệ thuật ở Łódź. Nhờ thành công của doanh nghiệp này, bộ phận đã được chuyển đổi thành một chi nhánh của Bảo tàng Nghệ thuật.
Là một đơn vị tổ chức độc lập, bảo tàng đã hoạt động từ năm 1960, khi Bảo tàng Lịch sử Dệt may được thành lập. Nó được đổi tên thành Bảo tàng Dệt may Trung ương năm 1975.
Nhà máy Trắng - trụ sở của bảo tàng - là một quần thể gồm các tòa nhà cổ điển được xây dựng bởi gia đình Ludwik Geyer trong những năm 1835 - 1886. Đây được coi là một trong những di tích đẹp nhất và độc đáo nhất về kiến trúc công nghiệp ở Ba Lan. Nó sở hữu sự ngoại lệ so với nhà máy bốn cánh, tòa nhà của Old Boiler House ở giữa một sân lớn, một ống khói cao, hai tháp bụi và hai tháp nước. Quá trình cải tạo và điều chỉnh Nhà máy Trắng theo mục tiêu của bảo tàng bắt đầu vào năm 1955, khi các nhà chức trách đưa ra quyết định chỉ định nó là vị trí tương lai của bảo tàng.
Năm 2008, Bảo tàng Dệt may Trung ương đã được mở rộng bằng cách thành lập Bảo tàng Kiến trúc Gỗ Łódź ngoài trời.

## Hoạt động
Các lợi ích khoa học, bộ sưu tập và quảng cáo của bảo tàng tập trung vào tất cả mọi thứ liên quan đến quy trình sản xuất dệt may - từ vật liệu và kỹ thuật và công nghệ dệt cho đến các sản phẩm dệt đại diện cho các cấp độ xử lý khác nhau. Bộ sưu tập được tập hợp, xây dựng khoa học, bảo tồn dưới nhiều hình thức khác nhau và được hiển thị bởi các bộ phận chuyên dụng của bảo tàng.
Từ năm 1972, bảo tàng đã hợp tác trong việc tổ chức Triển lãm quốc tế thảm tam niên, nơi đây là nơi tổ chức duy nhất kể từ năm 1982. Hiện nay, đây là cuộc thi triển lãm quốc tế lâu đời nhất và lớn nhất trên thế giới nhằm quảng bá " nghệ thuật sợi " đương đại. Bảo tàng cũng là nhà tổ chức và triển lãm duy nhất của một số sự kiện quốc gia - Triển lãm quốc gia về thảm Ba Lan (từ năm 2004), Triển lãm quốc gia về hàng dệt may thu nhỏ của Ba Lan (từ năm 1998) và Triển lãm quốc gia về tranh thêu chữ thập Ba Lan của các nghệ sĩ nghiệp dư (từ năm 2000). Mỗi người trong số này được vài chục ngàn người ghé thăm.

### Triển lãm thường trực
- "Các nhà máy công nghiệp cũ của Ludwik Geyer từ 1828 - 2002"
- "Dụng cụ và máy dệt trong bộ sưu tập của Bảo tàng Dệt may Trung ương"
- "Phòng dệt từ cuối thế kỷ 19" - máy móc chuyển động
- "Với thời trang qua thế kỷ 20"

### Đề nghị giáo dục
Bộ Giáo dục của Bảo tàng Dệt may Trung ương tổ chức các hội thảo nghệ thuật, các bài học về bảo tàng và các buổi giới thiệu phim về tài liệu liên quan đến hồ sơ của bảo tàng, giáo dục mọi người về nghệ thuật sợi và lịch sử, các bộ sưu tập của bảo tàng và triển lãm hiện tại. Một trong những đề nghị giáo dục của họ là "Geyerwerki" hướng đến trẻ em với cha mẹ. Mục đích của các hội thảo là tìm hiểu các kỹ thuật dệt nhất định và áp dụng nó bằng cách sử dụng các vật liệu và công cụ được cung cấp bởi nhà tổ chức.

### Sự kiện đặc biệt
- Geyer Music Factory - buổi hòa nhạc trong mùa lễ hội, tại sân của White Factory (từ năm 2009)
- Bữa tiệc "Chủ nhật tại Geyer" - Tháng Tư
- Đêm bảo tàng - tháng 5